# Hassi Delaa
Hassi Delaa (em árabe: حاسى دلاعة) é uma cidade e comuna localizada na província de Laghouat, Argélia. De acordo com o censo de 2008, a população total da cidade era de 11 204 habitantes.